# Jacques Ewalts
Jacques Ewalts (5 september 1951) is een voormalig Nederlands voetballer die als doelman tijdens zijn profloopbaan uitsluitend voor FC VVV uitkwam.
Ewalts begon zijn voetbalcarrière bij de Veldense amateurclub IVO en werd in 1972 door FC VVV aangetrokken als derde doelman achter Piet Schroemges en Mat Teeuwen. Op 11 maart 1973 maakte hij daar tijdens een uitwedstrijd bij FC Volendam zijn competitiedebuut, nadat Teeuwen zich met een armblessure moest laten vervangen. Na het vertrek van achtereenvolgens Teeuwen en Schroemges bij de Venlose eerstedivisionist moest hij ook in het seizoen 1974-75 weer genoegen nemen met een reserverol, nu achter de nieuwe eerste doelman Eddy Sobczak. Hierna bleef Ewalts nog een jaar als bankzitter zonder in actie te komen en keerde in 1976 weer terug naar IVO.

## Statistieken
| Seizoen         | Club            | Competitie      | Competitie | Competitie | Beker | Beker | Overige | Overige | Totaal | Totaal |
| Seizoen         | Club            | Competitie      | Wed.       | Dlp.       | Wed.  | Dlp.  | Wed.    | Dlp.    | Wed.   | Dlp.   |
| --------------- | --------------- | --------------- | ---------- | ---------- | ----- | ----- | ------- | ------- | ------ | ------ |
| 1972/73         | FC VVV          | Eerste divisie  | 1          | 0          | 0     | 0     | —       | —       | 1      | 0      |
| 1973/74         | FC VVV          | Eerste divisie  | 5          | 0          | 0     | 0     | —       | —       | 5      | 0      |
| 1974/75         | FC VVV          | Eerste divisie  | 1          | 0          | 0     | 0     | —       | —       | 1      | 0      |
| 1975/76         | FC VVV          | Eerste divisie  | 0          | 0          | 0     | 0     | 0       | 0       | 0      | 0      |
| Carrière totaal | Carrière totaal | Carrière totaal | 7          | 0          | 0     | 0     | 0       | 0       | 7      | 0      |